# Stazione meteorologica di Forni di Sopra
La stazione meteorologica di Forni di Sopra è la stazione meteorologica di riferimento relativa alla località di Forni di Sopra.

## Coordinate geografiche
La stazione meteo si trova nell'Italia nord-orientale, in Friuli-Venezia Giulia, in provincia di Udine, nel comune di Forni di Sopra, a 907 metri s.l.m. e alle coordinate geografiche 46°26′N 12°35′E.

## Dati climatologici
In base alla media trentennale di riferimento 1961-1990, la temperatura media del mese più freddo, gennaio, si attesta a -1,0 °C; quella del mese più caldo, luglio, è di +16,5 °C .
| Forni di Sopra     | Mesi | Mesi | Mesi | Mesi | Mesi | Mesi | Mesi | Mesi | Mesi | Mesi | Mesi | Mesi | Stagioni | Stagioni | Stagioni | Stagioni | Anno |
| Forni di Sopra     | Gen  | Feb  | Mar  | Apr  | Mag  | Giu  | Lug  | Ago  | Set  | Ott  | Nov  | Dic  | Inv      | Pri      | Est      | Aut      | Anno |
| ------------------ | ---- | ---- | ---- | ---- | ---- | ---- | ---- | ---- | ---- | ---- | ---- | ---- | -------- | -------- | -------- | -------- | ---- |
| T. max. media (°C) | 3,6  | 4,9  | 7,8  | 11,7 | 16,1 | 19,7 | 22,0 | 21,5 | 18,9 | 14,4 | 7,8  | 4,1  | 4,2      | 11,9     | 21,1     | 13,7     | 12,7 |
| T. min. media (°C) | −5,6 | −4,9 | −1,6 | 2,2  | 6,2  | 9,7  | 11,0 | 10,9 | 8,7  | 4,4  | −0,2 | −4,3 | −4,9     | 2,3      | 10,5     | 4,3      | 3,0  |